# Fabrizio Castori
Fabrizio Castori (* 11. Juli 1954 in San Severino Marche) ist ein italienischer Fußballtrainer. Seit November 2024 ist er Cheftrainer vom FC Südtirol.

## Karriere
Fabrizio Castori begann seine Trainerkarriere 1980 im Alter von 26 Jahren beim Verein Belfortese. In den folgenden Jahren trainierte er einige unterklassige Mannschaften, so beispielsweise von 1985 bis 1987 Camerino und von 1988 bis 1991 Cerreto. Zwischen 1992 und 1998 war Castori Trainer bei der US Tolentino, das er in dieser Zeit bis in die Serie C2 führte, in seinem letzten Jahr bei dem Verein allerdings wieder aus dieser Liga abstieg. Die Saison 1998/99 verbrachte Castori bei AC Lanciano 90, das er zum Aufstieg in die Serie C2 führte und weiterhin die Meisterschaft der Serie D holte. Im Jahr darauf folgte ein Engagement bei der ASD Castel di Sangro in der Serie C1. Im Sommer 2000 kehrte Fabrizio Castori nach Lanciano zurück und wurde für die folgenden drei Jahre Trainer der AC Lanciano 90. Gleich in seiner ersten Saison wieder bei dem Verein gelang der Aufstieg in die Serie C1, wo man sich in den Folgejahren etablieren konnte. Mit Platz fünf und sieben in den Spielzeiten 2001/02 und 2002/03 war Castoris Mannschaft sogar näher am Zweitligaaufstieg als am Abstieg in die vierte Liga.
2003 wurde Fabrizio Castori von der AC Cesena unter Vertrag genommen, das damals in der gleichen Spielklasse wie Lanciano aktiv war. Mit der AC Cesena stieg Castori im ersten Jahr als Dritter der Girone A der Serie C1 nach gewonnenen Playoff-Spielen gegen Rimini Calcio und die AC Lumezzane in die Serie B auf. Dort gelang im Folgejahr mit Platz fünfzehn relativ knapp der Klassenerhalt. Die Serie B 2005/06 wurde zu einem erfolgreicheren Jahr für die AC Cesena. Die Mannschaft belegte nach dem Ende der Saison den sechsten Platz der Serie B, was zur Teilnahme an den Playoff-Spielen um den Aufstieg in die Serie A berechtigte. Dort unterlag man allerdings im Halbfinale dem FC Turin mit 1:2 nach Hin- und Rückspiel. Die Saison 2006/07 endete mit Rang fünfzehn in der Liga. In die nächste Spielzeit startete Cesena schlecht, und Fabrizio Castori wurde nach vierzehn Spieltagen entlassen. Sein Nachfolger Giovanni Vavassori konnte den Traditionsverein jedoch auch nicht aus dem Tabellenkeller führen. Nachdem auch Vavassori entlassen worden war, kehrte Fabrizio Castori noch einmal zur AC Cesena zurück, um den Abstieg doch noch zu verhindern. Nachdem dieses Unterfangen misslungen war, trennten sich die Wege von Castori und Cesena zum Saisonende endgültig.
In der Saison 2008/09 war Fabrizio Castori zweimal Trainer von Salernitana Calcio, wurde jedoch beide Male relativ schnell wieder entlassen. Auch sein Engagement bei Piacenza Calcio 2009 war nur von kurzer Dauer. Nach dreizehn Spieltagen der Serie B 2010/11 übernahm Castori von Elio Gustinetti das Traineramt bei Ascoli Calcio und schaffte mit dem Verein knapp den Klassenerhalt. Nach einigen Spieltagen der Folgesaison wurde er aber aufgrund von Erfolglosigkeit wieder freigestellt. Zur Saison 2012/13 wurde Fabrizio Castori neuer Trainer bei der AS Varese 1910, den er auf Platz sieben führte und damit die Aufstiegsplayoffs knapp verfehlte. 2013 war er für fünf Spieltage bei Reggina Calcio unter Vertrag, konnte dort aber keine nennenswerten Erfolge erzielen.
Im Sommer 2014 beerbte Castori Giuseppe Pillon als Trainer des FC Carpi. Mit dem Verein, der sich erst in seinem zweiten Zweitligajahr befand, hatte Castori überraschend großen Erfolg und erreichte schon fünf Spieltage vor Saisonende durch ein torloses Remis gegen den FC Bari 1908 den Aufstieg in die Serie A – erstmals in Castoris Laufbahn wie auch in der Vereinsgeschichte des FC Carpi. Nach sechs Spieltagen war der Verein dort mit nur zwei Punkten Tabellenletzter, woraufhin die Trennung vom Trainer erfolgte. Bereits fünf Spieltage später – sein Nachfolger hatte Carpi nicht vom Tabellenende wegführen können – wurde Castori erneut verpflichtet, um die sportliche Trendwende zu erreichen. Castoris 2017 auslaufender Vertrag wurde nicht verlängert. Im Oktober 2017 verpflichtete die AC Cesena Castori zum dritten Mal in seiner Laufbahn. Nachdem die AC Cesena im Sommer 2018 Insolvenz anmeldete, kehrte Castori nach Carpi zurück.
Bereits ein Jahr später wurde er Trainer von Trapani Calcio, hielt sich dort jedoch ebenfalls nur kurz im Amt. Nach einer weiteren kurzen Station bei der US Salernitana folgten zwei Engagements bei der AC Perugia Calcio. Von November 2023 bis März 2024 war er erneut Trainer von Ascoli Calcio. 
Am 8. November 2024 wurde Castori als neuer Cheftrainer beim FC Südtirol vorgestellt. Die Saison 2024/25 wurde auf dem zehnten Tabellenplatz beendet.

## Erfolge
- Serie B: 1×

2014/15 mit dem FC Carpi
- Coppa Italia Serie C: 1×

2003/04 mit der AC Cesena
- Serie C2: 1×

2000/01 mit der AC Lanciano 90
- Serie D: 1×

1998/99 mit der AC Lanciano 90